# سديم البومة

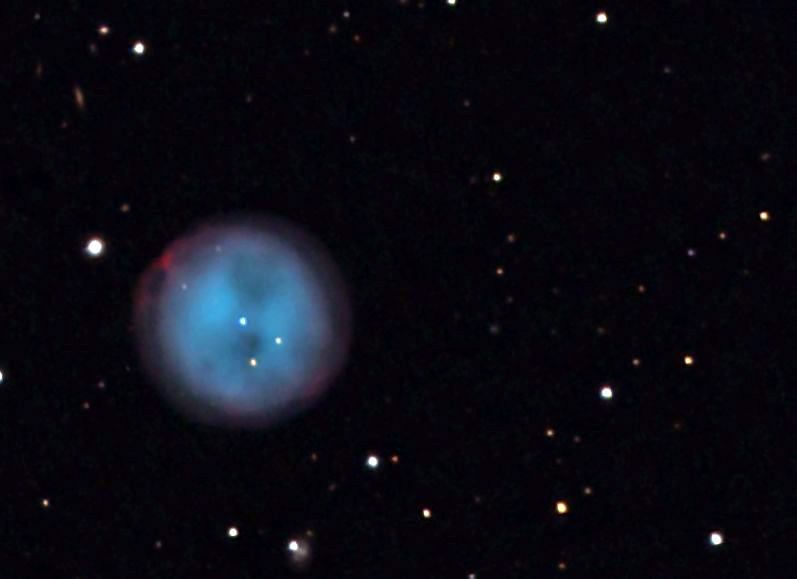
سديم االبومة أو مسييه 97.

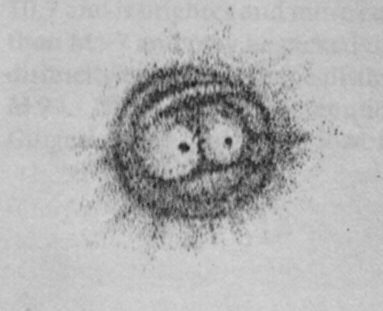
رسم لسديم البومة (M97) للورد روس الذي أعطى الاسم للسديم الكوكبي. المصدر: seds.org

سديم البومة أو «مسييه 97» أو «إن جي سي 3587» هو عبارة عن سديم كوكبي يقع في كوكبة الدب الأكبر. اكتشفه الفلكي بيير ميشان في عام 1781م. تبلغ كتلة النجم الواقع في وسط السديم 0.7 كتلة شمسية وقدره الظاهري هو 16. أما السديم الكوكبي الذي يحيط به (وهو سديم البومة) فكتلته 0.15 كتلة شمسية وقدره الظاهري 10 تقريباً. يبعد هذا السديم 2600 سنة ضوئية عنا وقد تشكل قبل 6000 سنة تقريباً ونصف قطره يبلغ 1.5 سنة ضوئية. وقد جاء اسم السديم من أن شكله يشبه شكل عين البومة.

خريطة كوكبة الدب الأكبر ويُرمز لسديم البومة فيها بـ"م 97" وهو بجانب نجم المراق.